# Хан Чу Йоп
Хан Чу Йоп (кор. 한주엽; 21 квітня 1999) — південнокорейський дзюдоїст, бронзовий призер Олімпійських ігор 2024 року, призер чемпіонату Азії.

## Виступи на Олімпіадах
| Олімпіада  | Дисципліна      | Місце |
| ---------- | --------------- | ----- |
| Париж 2024 | до 90 кг        | 7     |
| Париж 2024 | змішана команда | 3     |

## Зовнішні посилання
- Han Ju-Yeop на сайті International Judo Federation (англійська)
- Han Ju-Yeop на сайті JudoInside.com (англійська)
- Han Ju-Yeop на сайті AllJudo.net (французька)